# Cattedrale della Trinità (Phoenix)
La cattedrale della Trinità (in inglese: Trinity Cathedral) è una cattedrale episcopale situata a Phoenix, in Arizona, Stati Uniti d'America. La chiesa è sede della diocesi episcopale dell'Arizona.

## Storia
La congregazione episcopale della Trinità è presente a Phoenix dal 1885. In seguito la congregazione acquistò un terreno di fronte al palazzo di giustizia e costruì una chiesa in mattoni con un piccolo campanile. Il primo servizio della nuova struttura si tenne in occasione della festa dell'Epifania nel 1889.
La costruzione dell'edificio attuale ha avuto inizio nel 1915 ed è stata completata nel 1920. Il primo servizio si è tenuto il giorno di Natale di quello stesso anno. Nel 1988 la chiesa della Trinità è stata elevata a cattedrale della diocesi d'Arizona.